# Kanaänitische mythologie

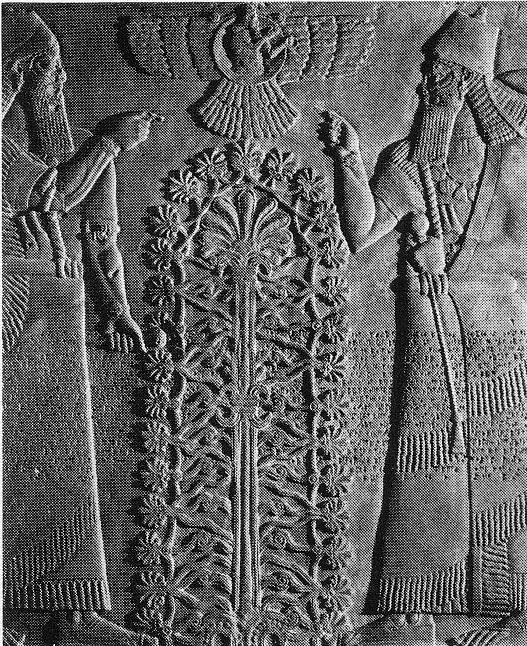
Levensboom of asherah

De Kanaänitische mythologie is een mythologie die aan het begin van de ijzertijd is ontstaan in Kanaän, een streek in de Levant.
Deze mythologie is voortgekomen uit een religieus systeem dat dateert uit het neolithicum en in gebruik was bij de archaïsche autochtone bevolking. Er was een sterke overeenkomst met de Anatolische mythologie en beide waren sterk beïnvloed door de Mesopotamische mythologie.

## Herkomst en ontwikkeling
Het land Kanaän bestond uit welvarende steden met vruchtbare omliggende landbouwgebieden onder gezag van een tempel, aan het hoofd waarvan een priesteres stond. Deze heerseres werd op een later moment Baälat genoemd (wat 'meesteres' betekent in het Fenicisch), en haar ceremoniële gemaal was 'de Baäl' ("heer"). (Latere Hittietische en Hoerritische teksten gebruiken hetzelfde teken voor Baäl als de Akkadiërs). Dezelfde term werd later in de Bijbel door de joden gebruikt om in tijden van wat zij afgoderij noemden de mannelijke godheid mee aan te duiden:"Dien uw Baäl".
Tegen de 14e eeuw v.Chr. was een groot gedeelte van de bevolking van Ugarit Hoerritisch. In de Bijbel van de Hebreeën wordt de bevolking die zij bijvoorbeeld in Ashdod voor de Filistijnen aantroffen Anakim genoemd.
De autochtone bevolking der Kanaänieten kwam steeds heviger in conflict met oprukkende nomadenstammen, voornamelijk de Hebreeën die, onder leiding van hun priesterkaste, de Levieten, met geheel eigen zeden, gewoonten en wetten uiteindelijk het gebied, dat zij als het 'beloofde land' bestempelden, deels veroverden en onderwierpen, nadat de inheemse bevolking er grotendeels was afgeslacht.
Tussen ca. 1200 en 1100 v.Chr. raakte het grootste deel van Kanaän bezet door Israëlieten, terwijl het noordelijke onder Aramees bestuur kwam. Het kleine overblijvende gebied, dat onder Kanaänitisch bestuur bleef, werd door de Grieken Fenicië genoemd, hetgeen 'purper' betekent verwijzend naar de beroemde kleurstof die het land produceerde. In dezelfde periode raakte een belangrijk deel van de kuststrook door Filistijnen bezet, die op hun beurt in conflict raakten met de Israëlieten.

## Cultus
De religieuze praktijken toonden overeenkomst met die van het Minoïsche Kreta met festivals voor de inzegening van seizoenen voor de landbouw, investituur van de nieuwe Baäl, grote volksverzamelingen met feest en spel, tempelprostitutie en ook kinderoffers van de eerstgeborenen waartegen de profeten in de Bijbel en ook in het antieke Egypte zich verzetten. In dat licht is ook het verhaal van Abraham en Isaac te verstaan. Op hoger gelegen plaatsen waren heiligdommen als ommuurde plateaus aangelegd waarop ook een offeraltaar zou hebben gestaan, zoals de bergheiligdommen op Kreta.
In de Bijbel wordt de Kanaänitische religie als een van de meest vijandige tegen die van Jahweh, de Joods-Christelijke God, voorgesteld. We zijn aangewezen op Bijbelse bronnen en deels archeologische vondsten voor een mogelijke reconstructie van de Kanaänitische mythologie. Intussen duikt steeds meer fragmentarisch materiaal op in de vorm van archeologische vondsten en wordt door een aantal auteurs uitgegaan van de idee, dat men door de omringende mythologieën te bestuderen en te vergelijken, een aantal lacunes in het beeld van de Kanaänitische mythologie en religieuze praktijk kan invullen. 
Iedere stad en hoofdregio in het oude Kanaän had haar eigen goden en godinnen, riten en mythen. Met name Ugaritische teksten afkomstig van opgegraven kleitabletten zijn exemplarisch. Ze leveren een weergave van met name de belangrijkste godheden, riten, offerpraktijken en festivals. De meeste tabletten met grote mythologische teksten zijn afkomstig uit de residentie van de hogepriester of hogepriesteres, gelegen tussen de tempel van Baäl en die van Dagon in het bovenste deel van de tell.
De tempels zijn rechthoekig met een 'heilige der heiligen' waarin het beeld van de godheid stond. Er is ook een binnenhal en een koer met een groot altaar. Waarschijnlijk waren er torens voor speciale offers. De hogepriesterresidentie was verfijnd en luxueus. Onder een vloer werd een grote schat gevonden van bronzen gerei en wapens, geschonken door een metaalsmid.

## Godenwereld
De oppergod is El, die wordt beschouwd als schepper en als vader van alle goden. Asherah met het epitheton "Vrouwe van de Zee" is aan zijn zijde geplaatst als gemalin. In een volgende ontwikkelingsfase van de mythologie wordt dit ouderkoppel in belang voorbijgestoken door de Baäl en zijn maagdelijke zuster Anath, de godin van de liefde, maar ook van de oorlog. Uit andere mythen blijkt dat Baäl ook wel als afstammeling van Dagan (Hadad) werd gezien. Deze laatste was destijds de grote Semitische stormgod. Vooral in het noordelijker gelegen Mari werd deze beschouwd als de brenger van regen en van vruchtbaarheid, en tegelijk als oorlogsgod.

In de tijd van de tabletten was Astarte als zwakker tegendeel van Anath al geringer in aanzien. De mannelijke goden vochten er voor de koningstitel en om het paleis te mogen bezetten. Baäl overwon volgens een mythe Jam, god van de zee en de vruchtbaarheid. Baäl daalde daarna telkens in cyclussen van zeven jaar af naar de onderwereld, waar zijn vijand of tegendeel Mot heerste. Die was verantwoordelijk voor de droogte en onvruchtbaarheid in de zeven magere jaren die dan volgden, waarna Baäl bij zijn terugkeer boven de grond opnieuw voor zeven vettere jaren zorgde door het herstellen van vruchtbaarheid en voorspoed.